# 九州チャレンジャーズリーグ
九州チャレンジャーズリーグ（きゅうしゅうチャレンジャーズリーグ）は、2009年に発足したサッカーのリーグ戦。

## 概要
九州地区の日本プロサッカーリーグ（Jリーグ）加盟クラブ及びJリーグ準加盟クラブが、主に若手選手の育成を目的に開催していた。
元々Jリーグクラブにおける若手選手の育成目的のリーグとしてはJサテライトリーグがあったが、同リーグは出場選手や試合会場の制限が厳しいことに加え、参加するチームが広範囲にわたるため選手・スタッフの移動に必要な経費などが多額になること、また在籍選手数の少ないクラブにとっては日程調整が困難となることなどから、九州地区でもアビスパ福岡が2007年を最後にリーグから撤退した。その後、2009年のシーズン終了後にはリーグ自体が消滅してしまった。
一方で九州には当時JFL所属でJリーグ準加盟のクラブとしてニューウェーブ北九州（現・ギラヴァンツ北九州）とV・ファーレン長崎の2クラブが存在したが、それらのクラブとJリーグのクラブが対戦する機会が乏しかった。そこで九州地区のクラブ同士の対戦をリーグ戦化することで、少ない移動経費で若手選手に試合経験を積ませることが可能になり、また同地区のクラブ同士なので日程調整もより容易になると考えられ、本リーグの発足に至った。
試合形式は参加全クラブの原則ホーム＆アウェイの2回戦制の総当たりリーグ戦で、延長戦はない。出場選手はJリーグ・JFA特別指定選手も含めクラブの所属選手なら誰でも出場可能なほか、控え選手の人数にも制限はない。ユースチーム・練習生等の選手については、初年度は「1度に4人まで出場可能」とされていたが、2010年は「1試合に5人まで」となった。
2012年以降は開催が確認されていない。

## 参加チーム
- アビスパ福岡（2009年 - ）
- ギラヴァンツ北九州（2009年 - ）
- サガン鳥栖（2009年 - ）
- V・ファーレン長崎（2009年 - ）
- ロアッソ熊本（2009年 - ）
- 大分トリニータ（2011年 - ）

大分トリニータは、2009年はJ1所属でJサテライトリーグへの参加義務があったため、2010年は経営問題の関係から参加していなかったが、2011年は参加している。長崎のJリーグ加盟は2013年で、参加当時は日本フットボールリーグ (JFL) 所属であった。